# Ole Børud
Ole Børud, född 6 december 1976, är en norsk kompositör, sångare och musiker. 
Han är son till gospelsångaren Arnold Børud och var i barn- och ungdomsåren en populär och berest barn- och familjeartist i det kristna musiklivet med familjegruppen Børudgjengenoch senare Arnold B Family.
På 1990-talet var Børud medlem i metalbanden Schaliach och Extol. Han var med på flera skivinspelningar och turnéer med det sistnämnda innan han 2004 bestämde sig för att lägga metalen på hyllan och söka sig tillbaka till sina musikaliska rötter i soul- och funkpräglad pop. Sedan 2012 är han dock tillbaka i bandet Extol igen. 
2008 släppte han sitt första soloalbum med egenskrivet material, Shakin' the Ground, på sitt eget skivbolag OBM Records. I mars 2009 lanserades albumet i Japan av skivbolageet Village Again.  2011 släpptes hans andra soloalbum Keep Movin.
Utöver solokarriären har Børud deltagit som sångare, körare och gitarrist på ett flertal album och TV-program. Han har också turnerat med bland annat de norska artisterna Sofian (Sofian Benzaim), Torun Eriksen och Oslo Gospel Choir.
Børud deltog i NRKs sångtävling Stjernekamp 2018.

## Diskografi

### Album (solo)
- Alle skal få vite det – 1988
- Chi-Rho – 2002
- Shakin' the Ground – 2008
- Keep Movin – 2011[7]
- Stepping Up – 2014[8]
- Outside The Limit – 2019

### Annat
- Someday at Christmas (album tillsammans med Samuel Ljungblahd)[9]